# Logsjön, Närke
Logsjön är en sjö i Lekebergs kommun i Närke och ingår i Norrströms huvudavrinningsområde. Sjön är 1,7 meter djup, har en yta på 1,88 kvadratkilometer och befinner sig 63 meter över havet. Sjön avvattnas av vattendraget Lillån.

## Delavrinningsområde
Logsjön ingår i det delavrinningsområde (655404-144420) som SMHI kallar för Utloppet av Logsjön. Medelhöjden är 70 meter över havet och ytan är 10,82 kvadratkilometer. Det finns ett avrinningsområde uppströms, och räknas det in blir den ackumulerade arean 16,21 kvadratkilometer. Lillån som avvattnar avrinningsområdet har biflödesordning 2, vilket innebär att vattnet flödar genom totalt 2 vattendrag innan det når havet efter 247 kilometer. Avrinningsområdet består mestadels av skog (34 procent), öppen mark (17 procent) och jordbruk (30 procent). Avrinningsområdet har 1,82 kvadratkilometer vattenytor vilket ger det en sjöprocent på 16,8 procent.